# Сім'я Януковича
«Сім'я» Януковича — найближче політичне та бізнесове оточення експрезидента України Віктора Януковича і його сина Олександра, в ЗМІ та політологами розглядається як олігархічний клан.

## Члени «Сім'ї»
- Олександр Янукович[1] — син експрезидента України;
- Віктор Янукович — молодший син експрезидента України;
- Сергій Арбузов[2][1] — ексвиконувач обов'язків Прем'єр-міністра України;
- Віталій Захарченко[1] — ексміністр внутрішніх справ України;
- Олександр Клименко[1] — ексміністр доходів і зборів України;
- Сергій Тимченко — голова Державного агентства земельних ресурсів;
- Едуард Ставицький[3] — ексміністр енергетики та вугільної промисловості України.
- Сергій Курченко — «головний фінансист сім'ї Януковича»[4][5]; журналісти та деякі експерти називають його «п'ятим елементом Сім'ї».[6][7][8]
- Андрій Кравець — журналісти називають його завгоспом Януковича, ексначальник Державного управління справами.[9]

## Бізнес
За повідомленнями ЗМІ, бізнесмени з оточення Олександра Януковича масово скуповують підприємства одне за одним. Ці продажі описували як не зовсім добровільні, враховуючи, що «сім'я» контролює правоохоронні органи, суди й податкову.

### Державні закупівлі
За даними Форбс на кінець 2012 року, безперечним тендерним чемпіоном в державних закупівлях був президент корпорації «Менеджмент ассетс компані» Олександр Янукович. 2013 року в лідери вийшов Рінат Ахметов, на другому місці з незначним відставанням — Олександр Янукович, відрив від інших учасниками топ-10 — в кілька разів (між 2 і 3 місцем — майже в 6 разів).

### Банки
Всеукраїнський банк розвитку — засновники: Олександр Янукович і Валентина Арбузова (мати голови Нацбанку Сергія Арбузова), нині єдиним власником банку є Олександр Янукович. За два з половиною роки активи банку виросли на 1240 % і склали на 01.07.2012 г. 2,5 млрд ₴. За оцінками спеціалістів, після приходу Януковича до влади ВБР отримав можливість фінансувати залізницю і видавав їй кредити під вигідні проценти. Станом на 1 листопада 2013 року «ВБР» надав кредити регіональним залізницям та іншим держпідприємствам на суму близько 866 млн ₴.
"Банк «Юнісон» — за даними Форбс банк «Юнісон» входить у групу Антона Клименка, брата міністра доходів і зборів Олександра Клименка. Антон Клименко заявив, що не має стосунку до цього банку. Разом з тим, раніше Антон Клименко очолював компанію «Юнісон Груп», яка володіла страховою компанією «Юнісон-гарант». Видавав кредити під високі проценти ДТГО «Львівська залізниця».

### Підприємства
Підприємства у власності
- ТОВ «Аквалайн Плюс»[18];
- ТОВ «Будинок лісника»[19];
- ПАТ «ВнєшБізнесБанк»[20];
- ПАТ «Всеукраїнський банк розвитку», створений ТОВ «Донснабтара»[21][22];
- ТОВ «Донснабтара» (94 % належить Олександру, ще 1,5 % — матері Сергія Арбузова Валентині);
- ПрАТ «Марінсервіс», що володіє туристичним комплексом в Балаклаві[23]
- МАКО — Менеджмент Ассетс Компані, власність Олександра, зареєстрована в червні 2006[24];
- Єдине в Україні золоторудне родовище — Мужіївське — належить «правій руці родини Захарченків у бізнесі», бізнесмену на прізвище Бредихін.[25];
- ТОВ «Український інвестиційний центр»;
- Банк «Юнісон»[17];
- ТОВ «Фаворит Систем»
- ТОВ «Кувейт Енерджі Юкрейн»
- ТОВ «Голден Деррік»

Підконтрольні підприємства
- Нафтогаз України[3];
- За даними автобіографії Віктора Федоровича, в 2007 році Олександр Янукович був заступником глави ВАТ «Донбаснафтопродукт» (15 % українського бензинового ринку).

ЗМІ
- З ім'ям Віталія Захарченка пов'язують телевізійний канал «112 Україна».[26];
- З липня 2011 року Янукович Олександр є власником пакету акцій телеканалу «Тоніс»[27].

### Зв'язки
Брати Клюєви
Через австрійського адвоката Рейнхардта Прокша бізнес «Сім'ї» пов'язаний з бізнесом братів Клюєвих..
Рейнхард Прокш деякий час був власником «Межигір'я» (через Blythe (Europe) Ltd), і фірми, яка забезпечувала авіаперельоти президента Януковича (ТОВ «Центравіа»), а через Astute Partners Ltd і ТОВ «Будинок лісника» володіє мисливськими угіддями Януковича в Сухолуччі (30 тисяч гектарів).
З братами Клюєвими Рейнхард Прокш має зв'язок через Blythe (Europe) Ltd і через P&A Corporate Services Trust, філіал COMPASERVICE SE, який 2009 року купив Activ Solar GmbH (Activ Solar вважають бізнесом братів Андрія та Сергія Клюєва).
Сергій Клюєв купив у вересні 2013 року ТОВ «Танталіт» (власник «Межигір'я») за 146,6 млн ₴ (вартість статутного фонду), за словами журналістів, Янукович фактично контролює всю територію «Межигір'я».
Опублікована інформація про ці зв'язки стала причиною звинувачень у відмиванні грошей.
Куми
- Микола Присяжнюк (міністр аграрної політики України) — кум Віктора Януковича, Віктор Федорович хрестив його сина Романа[35]..
- Сергій Льовочкін (колишній Глава Адміністрації Президента) — кум Віктора Януковича, Віктор Федорович хрестив його молодшого сина[35].
- Віктор Пшонка (Генеральний прокурор України) — за даними ЗМІ кум Віктора Януковича, Віктор Федорович хрестив його сина Артема[35]. Віктор Пшонка заявив, що ця інформація є неправдивою[36]. За даними ЗМІ, дружина Віктора Пшонки є подругою Людмили Янукович[11].

## Аграрний сектор
В аграрному секторі інтереси «Сім'ї» пов'язують з діяльністю нині приватної компанії Хліб Інвестбуд, контроль над якою за даними ЗМІ має Юрій Іванющенко і яка отримувала постійні преференції від міністра аграрної політики Миколи Присяжнюка — давнього друга Юрія Іванющенка та Віктора Януковича. При цьому сам міністр заявляв про те, що йому невідомий власник компанії, яка є лідером українського експорту зерна.
«Хліб Інвестбуд», створена 2004 року як дочірня компанія ДАК «Хліб України». За розрахунками однієї з аграрних асоціацій, лише на експорті зерна «Хліб Інвестбуд» за два роки заробив понад 1 млрд доларів: 280 млн доларів у 2010—2011 маркетинговому році і близько 700 млн доларів — у 2011—2012. В серпні 2012 році державна компанія стала приватною, шляхом внесення в статутний фонд 1,457 млн ₴, в результаті чого доля держави скоротилась з 49 % до 1 %. «Хліб Інвестбуд» отримав левову частку квот на експорт зерна, при цьому використовував державні потужності, наприклад, елеватори, і навіть здавав їх іншим агрохолдингам в оренду. На журналістські запити в Мінагрополітики про доходи держави від діяльності цієї компанії (держава мала в ньому частку в 49 %) була отримана відмова.

## Кримінальне переслідування за кордоном
Після звернення Верховної Ради і уряду України, прокуратури Швейцарії, Ліхтенштейну та Австрії почали кримінальну справу проти Віктора Януковича, його сина Олександра та їхнього оточення (Сергія Арбузова, Миколи Азарова та інших). Вони звинувачуються в корупції, «масовому відмиванні грошей» та підозрюються у злочинах проти людяності.
Їхні банківські рахунки в цих країнах заморожені, в офісах належним їм фірм починаючи з 27 лютого пройшли обшуки з конфіскацією документів. Всього у списку прокуратур Швейцарської і Ліхтенштейну фігурує 20 осіб, в австрійської прокуратури 18 громадян України, проти яких початі кримінальні справи. Імена та прізвища інших фігурантів списку не розголошуються у зв'язку з таємницею слідства.

## Завдані збитки Україні
За оцінками нового керівництва України, Янукович зі своїм оточення вивів у офшорні рахунки близько $70 млрд, залишивши державну казну порожньою і пограбованою.